# Kang Song-san
Kang Song-san (Hamgyŏng Settentrionale, 3 marzo 1931 – Provincia di Jilin, 22 febbraio 1997) è stato un politico nordcoreano, Primo ministro della Corea del Nord (Presidente del Consiglio di amministrazione) dal 1984 al 1986 e di nuovo dal 1992 al 1997, succedendo a Ri Jong-ok nel primo mandato e a Yon Hyong-muk nel secondo mandato.

## Biografia
Kang nacque nell'Hamgyŏng Settentrionale. Si laureò alla Scuola rivoluzionaria di Mangyongdae e all'Università Kim Il-Sung e continuò a studiare all'Università statale di Mosca. Divenne un istruttore del comitato centrale del Partito del Lavoro di Corea nel 1955. Nel 1973 divenne un membro candidato del politburo, nel 1977 fu nominato vice-primo ministro e all'VI Congresso del Partito del Lavoro di Corea venne eletto membro a tempo pieno nel politburo. Nel 1984, divenne primo ministro.
Nel 1991 divenne presidente popolare e segretario della fazione "hambuk" del Partito del Lavoro di Corea. Nel 1982 venne insignito dell'Ordine di Kim Il-sung.